# Alexandre Lacazette
Alexandre Armand „Alex“ Lacazette (* 28. Mai 1991 in Lyon) ist ein französischer Fußballspieler. Der Stürmer steht bei Neom SC unter Vertrag und ist ehemaliger französischer Nationalspieler.

## Karriere

### Jugend
Seine Eltern stammen von der französischen Karibikinsel Guadeloupe und ließen sich in Lyon nieder. Im Alter von sieben Jahren begann Lacazette mit dem Fußball und spielte zunächst für den Verein Elan Sportif im 8. Arrondissement. Ab 2003 wurde er in der Jugendabteilung des Clubs Olympique Lyon ausgebildet und durchlief die Jugendmannschaften.

### Verein
Von 2008 bis 2010 spielte Lacazette für die Reservemannschaft in der Championnat de France Amateur und erzielte in 41 Ligaspielen 17 Tore. Aufgrund seiner Leistungen wurde er von Trainer Claude Puel in den Profikader berufen und kam am 5. Mai 2010 beim 2:1-Sieg gegen AJ Auxerre zu seinem Debüt in der Ligue 1. Einen Monat später unterschrieb er seinen ersten Profivertrag in Lyon. Am 30. Oktober 2010 erzielte Lacazette seinen Premierentreffer in der Ligue 1 gegen den FC Sochaux. In dieser ersten vollständigen Profisaison wurde Lyon Dritter und erreichte über die Qualifikationsrunde die Gruppenphase der Champions League. Im Achtelfinale gegen APOEL Nikosia erzielte Lacazette zwar das Tor zum 1:0-Hinspielerfolg, Lyon schied dennoch im Rückspiel gegen den Verein aus Zypern aus. Auf nationaler Ebene gewann er in derselben Saison mit dem Verein die Coupe de France sowie die Trophée des Champions. In der Saison 2014/15 wurde er mit 27 Treffern Torschützenkönig der Ligue 1 und wurde mit Lyon Vizemeister, diesen Erfolg konnte die Mannschaft in der folgenden Saison wiederholen. In dieser Saison blieb Lacazette mit 21 Toren zweitbester Torschütze hinter Zlatan Ibrahimović. Auf internationaler Ebene erreichte Lacazette in der Saison 2016/17 das Halbfinale der Europa League. Insgesamt absolvierte er 275 Pflichtspiele und erzielte 129 Tore für Olympique Lyon.
Nach 14 Jahren verließ er im Sommer 2017 seinen Jugendverein und schloss sich dem FC Arsenal an. Er war zu diesem Zeitpunkt der teuerste Neuzugang in der Geschichte der Gunners. Am 3. Mai 2019 wurde Lacazette von den Klub-Anhängern zum Spieler der Saison 2018/19 gewählt. Am zweiten Spieltag der Saison 2020/21 beim 2:1-Sieg gegen West Ham United schoss er sein 50. Pflichtspieltor für Arsenal.
Im Juli 2022 verließ der Franzose London und wechselte zurück zu Olympique Lyon.
Nach Ablauf des Vertrags bei Lyon unterschrieb Lacazette im Juli 2025 einen Zweijahresvertrag beim saudi-arabischen Erstligisten Neom SC.

### Nationalmannschaft
Lacazette durchlief von der U18 an alle Jugendmannschaften des französischen Fußballverbandes. Mit der U19 wurde er 2010 im eigenen Land U19-Europameister. 2011 belegte er mit der U20 bei der Weltmeisterschaft in Kolumbien den vierten Platz. Von 2011 bis 2013 kam er für die U21 zum Einsatz.
Am 5. Juni 2013 debütierte Lacazette bei der 0:1-Niederlage im Freundschaftsspiel gegen Uruguay in der A-Nationalmannschaft, als er in der 58. Minute für Yoann Gourcuff eingewechselt wurde. Nur vier Tage später kam er in einem weiteren Testspiel gegen Brasilien, das mit 0:3 verloren ging, zu seinem zweiten Einsatz. Für die Weltmeisterschaft 2018, die Frankreich gewann, wurde Lacazette von Trainer Didier Deschamps nicht berücksichtigt.

## Titel und Auszeichnungen
Olympique Lyon
- Französischer Pokalsieger: 2012
- Französischer Supercupsieger: 2012

FC Arsenal
- Englischer Supercupsieger: 2017
- FA Cup: 2020

Nationalmannschaft
- U19-Europameister: 2010
- Vierter Platz bei der U20-Weltmeisterschaft: 2011
- Silbermedaille bei den Olympischen Spielen: 2024

Individuelle Auszeichnungen
- Spieler des Monats der Ligue 1 (4): Dezember 2014, Januar 2015, August 2016, April 2024

## Familie
Lacazettes Cousin Romuald ist ebenfalls Fußballspieler. Der Mittelfeldspieler spielte u. a. für den TSV 1860 München und den SV Darmstadt 98 und steht seit August 2024 bei Türkgücü München unter Vertrag.